# Alexandra Groenestein
 (mars 2023).
Si vous disposez d'ouvrages ou d'articles de référence ou si vous connaissez des sites web de qualité traitant du thème abordé ici, merci de compléter l'article en donnant les références utiles à sa vérifiabilité et en les liant à la section « Notes et références ».
En pratique : Quelles sources sont attendues ? Comment ajouter mes sources ?
Alexandra Groenestein, née en 1995 à Wageningue,, est une actrice, chanteuse et auteure-compositrice-interprète néerlandaise.

## Biographie
Alexandra est née en 1995  d'un père néerlandais et d'une mère tanzanienne. Une partie de sa famille vit en Tanzanie, dont  ses six frères et sœurs, ainsi que sa mère.

## Carrière
Autre que son travail d'actrice, elle travaille en tant que chanteuse avec le label américain Empire Distribution. Elle est influencée par les travaux de plusieurs artistes tels que Nina Simone, Amy Winehouse et Marvin Gaye.

## Filmographie

### Cinéma et téléfilms
- 2010 : Sterke verhalen (nl) : La fille no 2
- 2012 : Van God los (nl) : Elvira Zebel
- 2013 : Max En Billy's Drill Machine Girl (nl) : Susan
- 2013 : Verliefd op Ibiza (nl) : Yasmin
- 2014 : Moordvrouw : Andrea
- 2014 : Aanmodderfakker : Esther